# Општина Пристол
Општина Пристол (рум. Comuna Pristol) општина је у Румунији у округу Мехединци.
Oпштина се налази на надморској висини од 36 m.

## Становништво и насеља
Општина Пристол је на попису 2011. године имала 1.457 становника, за 375 (20,47%) мање у односу на 2002. када је на попису било 1.832 становника. Већинско становништво чине Румуни.
| Етнички састав према попису из 2011.‍ | Етнички састав према попису из 2011.‍ | Етнички састав према попису из 2011.‍ | Етнички састав према попису из 2011.‍ | Етнички састав према попису из 2011.‍ |
| ------------------------------------ | ------------------------------------ | ------------------------------------ | ------------------------------------ | ------------------------------------ |
|                                      |                                      |                                      |                                      |                                      |
| Румуни                               | Румуни                               |                                      | 1.412                                | 96,91%                               |
| Непознато                            | Непознато                            |                                      | 45                                   | 3,09%                                |

### Насеља
Општина се састоји из 2 насеља:
| Насеље          | Изворни назив | Број ст. (2002) | Број ст. (2011) |
| --------------- | ------------- | --------------- | --------------- |
| Козија          |               | 677             | 524             |
| Пристол         |               | 1.155           | 933             |
| Општина Пристол |               | 1.832           | 1.457           |